# Ia Tiêm
Ia Tiêm là một xã thuộc huyện Chư Sê, tỉnh Gia Lai, Việt Nam.
Xã Ia Tiêm có diện tích 45,79 km², dân số năm 2005 là 4.925 người, mật độ dân số đạt 108 người/km².